# Amintore Fanfani

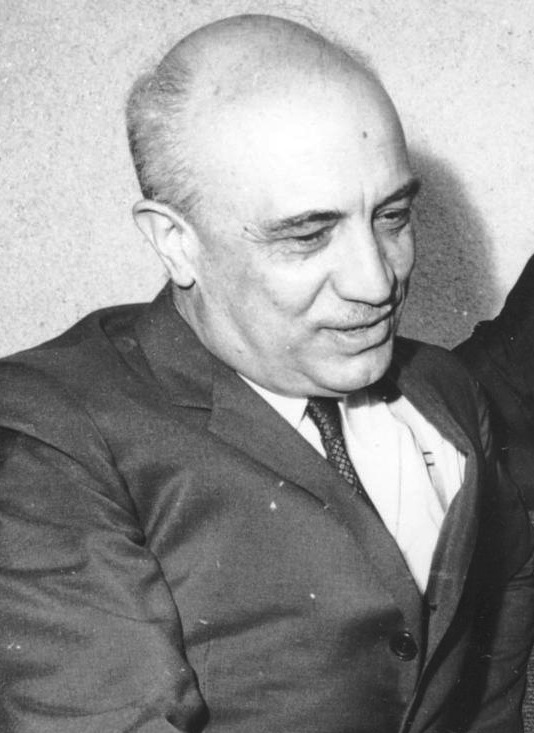
Amintore Fanfani

Amintore Fanfani (italià: /aˈmintore fanˈfani/; Pieve Santo Stefano, Itàlia, 6 de febrer de 1908 - Roma, Itàlia, 20 de novembre de 1999) va ser un polític italià i Primer Ministre d'aquell país en diverses ocasions. Va ser també president interí entre juny i juliol de 1978.

## Biografia
Va néixer a Pieve Sant Stefano en la Província d'Arezzo. Va participar en 1945 en la formació de la Democràcia Cristiana italiana i va ser membre actiu del Partit Demòcrata Cristià d'Itàlia. Més tard va ser membre del gabinet i Primer Ministre moltes vegades. Era un proponent de les reformes socials i partícip de la renovació italiana, a més de promovedor de les reformes agràries. Entre 1965 i 1966, Fanfani va ser president de l'Assemblea General de les Nacions Unides i entre el 28 d'abril i el 28 de maig de 1978 va ser President d'Itàlia en funcions. Va morir en Roma en 1999.

### Càrrecs públics exercits
| Càrrec                                | Període     |
| Ministre de l'Interior \| 1953 - 1954 |             |
| Primer Ministre                       | 1954        |
| Primer Ministre \| 1958 - 1959        |             |
| 1958 - 1959                           |             |
| Primer Ministre \| 1960 - 1963        |             |
| Ministre de Relacions Exteriors       | 1962        |
| Ministre de Relacions Exteriors       | 1965        |
| Ministre de Relacions Exteriors       | 1966 - 1968 |

| Càrrec                 | Període     |
| President del Senat    | 1968 - 1973 |
| President del Senat    | 1976 - 1978 |
| President d'Itàlia     | 1978        |
| President del Senat    | 1978 - 1982 |
| Primer Ministre        | 1982 - 1983 |
| President del Senat    | 1985 - 1987 |
| Primer Ministre        | 1987        |
| Ministre de l'Interior | 1987 - 1988 |